# Spion
Spionul este o persoană însărcinată cu culegerea de informații în secret dintr-un anumit teritoriu și transmiterea acestora către un centru de sinteză și analiză. Este special antrenat pentru activități specifice: culegerea, sinteza și analiza informațiilor secrete.
- Spionii sunt prima linie de apărare/atac într-un război. Sunt luptători de sacrificiu care hotărăsc de multe ori  soarta unui război, căci orice război pentru a fi eficient trebuie să fie planificat, coordonat cu ajutorul informațiilor corecte din teritoriul inamicului.
- Spionii sunt "oameni inteligenți, dotați, prudenți și capabili să-și croiască un drum către aceia care, în tabăra inamicului sunt intimi cu suveranul și membrii nobilimii. Astfel, ei sunt în măsură să observe mișcările inamicului și să-i cunoască acțiunile și planurile. Odată informați asupra situației reale, se întorc să ne informeze" - (Sun Tzu - Arta războiului)
- "Spionii sunt oameni care pot să vină și să plece și să transmită rapoarte. Ca spioni volanți trebuie să recrutăm oameni inteligenți, dar care par proști si oameni întreprinzători, în ciuda aerului lor inofensiv, oameni sprinteni, viguroși, îndrăzneți și bravi. Deprinși cu misiuni modeste și capabili să îndure foamea, frigul, mizeria și umilința" - (Sun Tzu - Arta războiului)